# 京都府立医科大学医疗技术短期大学部
京都府立医科大学医疗技术短期大学部（日语：／ Kyōto Furitsu Ika Daigaku Iyōgijutsu Tankidaigakubu *）是过去一所位于日本京都府京都市上京区的公立短期大学。

## 概要

### 简介
- 学校最早可以追溯到1889年[1]。短期大学为于1993年开办[1]、由京都府经营。招生到于2001年、停办于2005年[2]。为男女同校。

### 历史
- 1993年 京都府立医科大学医疗技术短期大学部成立并同时设置一个学科即护理学科[1]。
- 1996年 两个专攻成立于专科[1]。
  - 保健学专攻
  - 助产学专攻
- 2001年 招生最后、次年停止招生（正式停办于2005年4月26日[2]）。

## 学校环境
- 校区：在了京都府京都市上京区[注 1]

## 历任校长
- 藤田晢也：第一代短期大学校长[3]。

## 组织

### 学科
- 护理学科

### 专科
| - 保健学专攻 - 助产学专攻 |

### 业余课程
| - 没有 |

## 相关链接
- 日本短期大学列表
- 京都府立大学女子短期大学部：停办于1998年